# Jacob Taubes
Pour les articles homonymes, voir Taubes.
Jacob Taubes (1923, Vienne - 1987, Berlin) était un sociologue de la religion, un philosophe et un spécialiste en études juives de langue allemande.
Né dans une famille ayant produit de nombreux rabbins, il a épousé l'écrivain Susan Taubes. Érudit, grand connaisseur du Talmud, il enseigna les études juives et les sciences des religions aux États-Unis et en Allemagne. Sa pensée théologico-politique emprunte à la fois à la Bible et à la tradition juive. Lecteur de Paul de Tarse, de Walter Benjamin et de Carl Schmitt, son œuvre est marquée par une tonalité à la fois révolutionnaire et apocalyptique. Auteur peu prolifique, son enseignement fut essentiellement oral. Des philosophes comme Jean-François Lyotard, Giorgio Agamben, Jan Assmann ou Peter Sloterdijk comptent parmi les premiers auteurs à avoir diffusé sa pensée.

## Publications
- Abendländlische Eschatologie, Munich, 1991 ; Traduction française : Eschatologie occidentale, traduit de l'allemand par Raphaël Lellouche et Michel Pennetier, Paris, Éditions de l'éclat, coll. «Philosophie imaginaire», 2009 (le texte est précédé d'une longue introduction de Raphaël Lellouche : « La guérilla herméneutique de Jacob Taubes »)
- La Théologie politique de Paul, Schmitt, Benjamin, Nietzsche et Freud, traduit de l'allemand par Mira Köller et Dominique Séglard, Paris, Éditions du Seuil, « Traces écrites », Paris, 1999.
- En divergent accord. À propos de Carl Schmitt, traduit de l'allemand par Philippe Ivernel (avec une préface d'Elettra Stimilli traduite par Joël Gayraud), Paris, Éditions Rivages poche, « Petite bibliothèque », 2003.
- Le temps presse. Du culte à la culture, Paris, Le Seuil coll. « Traces écrites », 2009.